# Abbaye Saint-Pierre de Muenster
Pour les articles homonymes, voir Abbaye Saint-Pierre.
L'abbaye Saint-Pierre de Muenster est l'abbaye bénédictine la plus ancienne du Canada. Elle a été fondée en 1903 et appartient à la congrégation américano-cassinaise au sein de la confédération bénédictine.

## Histoire
Cette communauté bénédictine a été fondée en 1892 par un groupe de moines menés par le P. Oswald Moosmueller de l'abbaye Saint-Vincent de Latrobe (Pennsylvanie) dans le sud de l'Illinois aux États-Unis à Wetaug (en) sous la forme d'un prieuré, le prieuré Cluny. Cette région est malheureusement infestée par la malaria. Les moines déménagent donc après le décès de leur fondateur dans une colonie catholique du récent diocèse de Prince Albert (Saskatchewan) en 1903. Cela faisait trois ans que ces immenses territoires de la Prairie (appelés alors territoires du Nord-Ouest) étaient ouverts à la colonisation, après l'arrivée du chemin de fer une dizaine d'années plus tôt.
Ils sont bientôt rejoints par d'autres moines, de l'abbaye de Collegeville et s'installent dans un endroit qu'ils baptisent Leofeld. En trois ans, les colons germanophones sont 6 000, et 8 000 en 1910 ; il faut organiser de nouvelles paroisses et ouvrir des écoles. Les moines au nombre de quinze s'attellent à la tâche et créent même un journal le Sankt Peters Bote dans des cabanes du nouveau village de Muenster. On construit un prieuré, il devient abbaye en 1910 sous le patronage de saint Pierre. Des religieuses de la congrégation de sainte Élisabeth arrivent d'Autriche l'année suivante pour leur prêter main-forte, s'occuper du nouvel hôpital et des retraites spirituelles. Elles sont suivies par des Ursulines d'Allemagne pour les écoles de filles et leur école secondaire à Bruno, en 1914.
L'abbé Michael Ott, osb de Collegeville est élu en 1919 et constate le besoin urgent de construire un pensionnat de garçons. Il est inauguré en 1921, c'est la naissance du St. Peter's College. Il y a à cette époque déjà vingt-quatre paroisses récemment créées. L'abbé obtient du Saint-Siège le privilège d'abbaye territoriale pour Saint-Pierre de Muenster, c'est-à-dire qu'elle administre les paroisses comme un diocèse (sauf l'ordination des prêtres), en attendant une meilleure organisation du nouveau diocèse. Ce statut subsistera jusqu'en 1998 !
L'apogée de l'abbaye se situe sous l'abbatiat du P. Severin Gertken (de 1927 à 1960) lorsque l'abbaye atteint le chiffre de soixante-sept moines et le collège 200 élèves. Les années de 1966 à 1970 sont des années de crise avec le départ de quinze moines et la fermeture du collège secondaire. Heureusement demeurent les classes d'enseignement supérieur.
L'abbaye se maintient aujourd'hui à trente moines. De grands travaux ont été entrepris dans les années 1960-1970 et le collège universitaire offre maintenant deux premières années universitaires, avec une filière spéciale d'études agricoles. Le nombre d'étudiants avoisine 300.